# Gastroparesia

Modelo esquematizado do estômago

Gastroparesia originalmente servia para designar uma diminuição da força de contração da musculatura do estômago. Porém atualmente está sendo mais usado para denominar um conjunto de condições clínicas caracterizadas por uma lentificação na passagem de alimentos pelo estômago sem que haja bloqueio no antro, piloro ou duodeno. 

## Causas
Esse esvaziamento gástrico lento geralmente é causado por redução da força de contração da musculatura do antro gástrico ou por outros distúrbios motores que afetem o estômago e/ou o intestino delgado. Estes distúrbios motores podem ser provocados por inúmeras doenças e medicamentos, sendo difícil descobrir a verdadeira origem. Também pode ocorrer durante a gravidez. A Diabetes melito é responsável por 25% dos casos e reações pós-operatórias a outros 25% dos casos.
Metade dos pacientes com diabetes melitos eventualmente desenvolvem parestesia.
Em 15% dos casos o responsável é uma dentre as seguintes doenças :
- Hipotiroidismo
- Hipoparatireoidismo
- Esclerose
- Uremia
- Doenças auto-imunes
- Influenza tipo A
- Anorexia nervosa
- Bulimia
- Mal de Parkinson
- Citomegalovírus
- Mononucleose
- Herpes
- Neoplasias
- Miopatias
- Amiloidose
- Déficit de cálcio, potássio ou magnésio.

Entre os possíveis medicamentos responsáveis estão:
- Anticolinérgicos
- Antidepressivos
- Agonistas dos receptores adrenérgicos beta
- Agonistas da dopamina
- Bloqueador dos canais de cálcio
- Opióides

## Sintomas
Pode ser assintomático mas seus sintomas costumam ser:
- Sentir-se cheio sem ter se alimentado
- Sentir-se saciado mais rápido que o usual
- Vômito pouco digerido
- Nausea
- Azia
- Arrotos (eructações)
- Dores abdominais

E como consequência geralmente ocorre emagrecimento em casos mais graves ou prolongados desnutrição. É possível também que o organismo reaja a desnutrição pedindo mais e mais comida mesmo que o paciente não consiga se alimentar adequadamente e assim pode levar ao aumento de peso, mais vômitos, mais dor e maior desconforto.

## Diagnóstico
Ao auscutar o estômago pode-se ouvir barulhos altos de digestão mesmo horas depois do paciente ter se alimentando. Um exame de sangue nutricional é importante para verificar se há desnutrição, desequilíbrio eletrolítico ou alguma doença responsável. Se após a medicação persistirem os sintomas pode ser necessário uma endoscopia do estômago para verificar se existe algo (como uma hérnia ou um objeto não digerido) bloqueando a passagem para o intestino. Caso não haja nada obstruindo é necessário fazer um estudo do esvaziamento gástrico (por exemplo por seriografia ou Cintilografia do Esvaziamento Gástrico) para confirmar esse diagnóstico.

## Tratamento
Para o tratamento de distúrbios motores do estômago existe uma modalidade de medicamentos chamado drogas pró-cinéticas. No caso das gastroparesias os mais usados são:
- Cisaprida (mais usado)
- Metoclopramida
- Domperidona
- Bromoprida
- Eritromicina

Outros possíveis medicamentos são:
- Outros derivados benzamídicos como renzaprida;
- Análogos da somatostatina como octreotida;
- Antagonistas dos opióides como naloxona;
- Antagonistas da serotonina como ondansetrona e granisetrona;
- Agonistas da motilina ou;
- Agonistas do receptor α2 da adrenalina como a clonidina.

Em casos mais graves pode ser necessário uma cirurgia para a fixação de uma sonda alimentar ligando o estômago ao meio externo (gastrostomia) ou de retirada da parte desfuncional do estômago (gastrectomia).
Caso a parestesia esteja associada a transtornos alimentares ou a transtorno de ansiedade é importante que o paciente faça uma psicoterapia como a terapia analítico-comportamental ou a terapia cognitivo-comportamental. 
Um novo tratamento com o antidepressivo mirtazapina pode ser uma excelente opção para esses casos pois como atua na modulação da serotonina e na noradrenalina além de diminuir a gastroparesia ele também é eficaz no tratamento de transtornos alimentares e de ansiedade. 